# Javier Gómez Castroverde
Javier Gómez Castroverde (Toledo, 10 de enero de 1999), más conocido como Javi Gómez, es un futbolista español que juega como delantero en el CE Sabadell de la Primera RFEF de España.

## Carrera deportiva
Su carrera como futbolista empezó en el Rayo Vallecano de Madrid y durante la temporada 2017-2018 formaría parte del equipo Juvenil A de División de Honor con el que marcaría nueve goles con la casaca franjirroja. Además el Rayo Rayo Vallecano acabó segundo clasificado a tan solo dos puntos del campeón, el Atlético de Madrid. Además, en Copa del Rey, su equipo llegó hasta cuartos de final.
En verano de 2018 decide abandonar el Rayo Vallecano de Madrid tras 5 temporadas en la estructura vallecana y se compromete con el CF Fuenlabrada de Segunda División B.
En la temporada 2018-2019, en las filas del CF Fuenlabrada realizaría una buena temporada jugando 33 partidos y anotando 2 goles con el club madrileño que lograría ser primero del Grupo I y más tarde, el ascenso a la Segunda División.
El 15 de septiembre de 2019, hace su debut con el CF Fuenlabrada en Segunda División en una derrota frente al CD Lugo por dos goles a cero. El 27 de enero de 2020 es oficializada su cesión al Real Club Celta de Vigo "B".
El 5 de octubre de 2020 ficha por el Burgos Club de Fútbol. El 9 de julio de 2021 se oficializa su vuelta al Real Club Celta de Vigo "B", esta vez en propiedad.
El 19 de julio de 2023, firma por el CE Sabadell de la Primera División RFEF.

## Clubes
| Club                                 | País   | Año             |
| ------------------------------------ | ------ | --------------- |
| Club de Fútbol Fuenlabrada           | España | 2018-2020       |
| Real Club Celta de Vigo "B" (cedido) | España | 2020            |
| Burgos Club de Fútbol                | España | 2020-2021       |
| Real Club Celta de Vigo "B"          | España | 2021-2023       |
| CE Sabadell                          | España | 2023-Actualidad |